# Flyant
Flyant foi uma companhia aérea cargueira espanhola com sede na Palma de Maiorca. Operou serviços domésticos programados e serviços charters entre a Europa e a África Ocidental. Sua base principal era o Aeroporto de Madrid-Barajas.

## História
A Flyant foi fundada em 2006 e iniciou as operações em 4 de julho do mesmo ano e era uma subsidiária da Futura International Airways e tinha apenas 20 funcionários em março de 2007. O certificado de suas aeronaves foram transferidos para a AGROAR  para voos espanhóis, e para a Air One os voos italianos quando a Futura encerrou as operações em 22 de setembro de 2008, mesmo que a Futura continuou as operações até encerrar as operações completamente em 14 de dezembro daquele ano.
Após encerrar as operações, a Flyant foi vendida por 1 euro para a New Iberital. O grupo continuou no negócio de cargas e fundou a Saicus Air.

## Frota

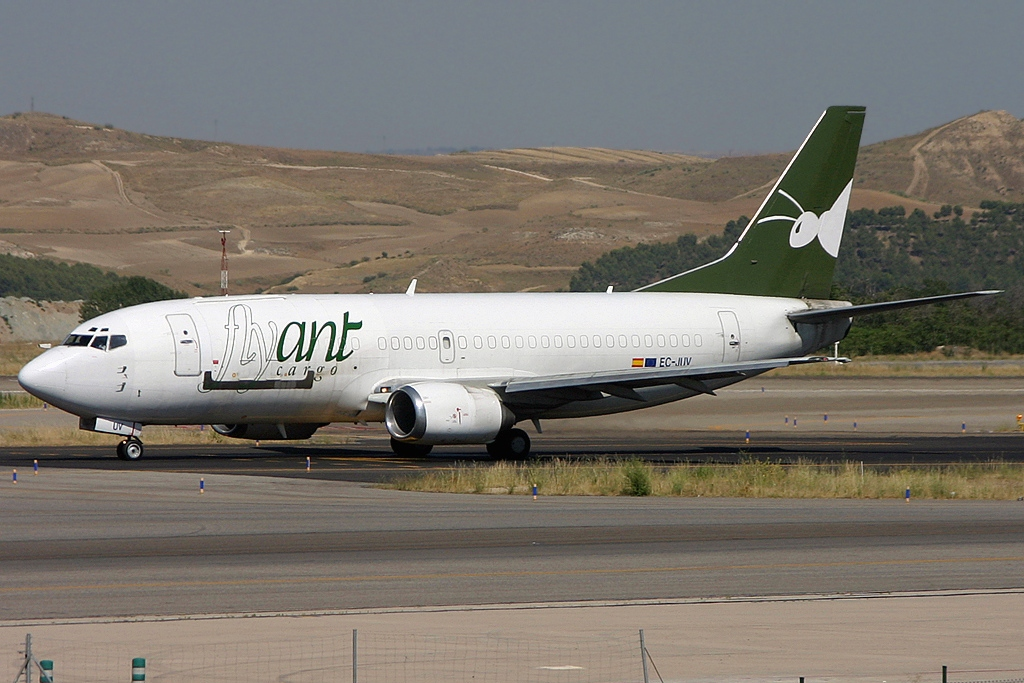
Um Boeing 737-300 da Flyant

A frota da Flyant consistia nas seguintes aeronaves (Novembro de 2007):
| Aeronaves      | Total | Notas |
| -------------- | ----- | ----- |
| Boeing 737-300 | 2     |       |
| Boeing 737-400 | 1     |       |
| Total          | 3     |       |